# Citizenship by Investment in St. Kitts und Nevis
Citizenship by Investment in St. Kitts und Nevis ist ein Programm, das 1984 eingeführt wurde und es Ausländern ermöglicht, die Staatsbürgerschaft des Landes durch Geldzahlung zu erwerben. Dieses Programm ist eines der ältesten und bekanntesten seiner Art weltweit und wird von der Regierung des Inselstaates verwaltet.

## Hintergrund
Das Programm wurde ins Leben gerufen, um ausländische Investitionen anzuziehen und die wirtschaftliche Entwicklung von St. Kitts und Nevis zu fördern. Durch die angebotenen Investitionsmöglichkeiten sollen Arbeitsplätze geschaffen, Infrastrukturprojekte finanziert und das Wirtschaftswachstum stimuliert werden.

## Investitionsoptionen
Es gibt verschiedene Investitionsmöglichkeiten, die für die Erlangung der Staatsbürgerschaft in Frage kommen:
- Real Estate Investment: Der Kauf von Immobilien im Wert von mindestens 200.000 US-Dollar.
- Sugar Industry Diversification Foundation (SIDF) Contribution: Eine nicht rückzahlbare Spende an den SIDF-Fonds. Der Mindestbetrag variiert je nach Anzahl der Familienmitglieder.
- Sustainable Growth Fund (SGF) Contribution: Eine Spende an den SGF, deren Höhe ebenfalls von der Anzahl der Antragsteller abhängt.

## Voraussetzungen und Prozess
Die Antragsteller müssen strenge ”Due-Diligence”-Prüfungen bestehen, um ihre Integrität und Rechtschaffenheit nachzuweisen. Der gesamte Prozess von der Antragstellung bis zur Verleihung der Staatsbürgerschaft kann in der Regel zwischen 3 und 6 Monaten dauern. Die Antragsgebühren und die Höhe der erforderlichen Investitionen können sich ändern und sollten auf der offiziellen Regierungswebsite überprüft werden.

## Bekannte Prozesse
Im Zusammenhang mit dem “Citizenship by Investment”-Programm gab es mehrere bemerkenswerte Vorfälle und Entwicklungen:
- 2014 Überprüfung durch die kanadische Regierung: Im Jahr 2014 hat die kanadische Regierung das visumfreie Reisen für Staatsbürger von St. Kitts und Nevis ausgesetzt. Der Grund dafür waren Bedenken hinsichtlich der Sorgfaltspflicht und der Möglichkeit, dass das Programm von Personen genutzt werden könnte, die eine Bedrohung für die Sicherheit darstellen.[1]
- Verbesserte Due-Diligence-Maßnahmen: Als Reaktion auf die Kritik hat die Regierung von St. Kitts und Nevis die Due-Diligence-Prozesse verschärft. Dazu gehört die Zusammenarbeit mit internationalen Firmen, die auf Hintergrundüberprüfungen spezialisiert sind, um sicherzustellen, dass nur vertrauenswürdige und rechtmäßige Antragsteller die Staatsbürgerschaft erhalten.[2][3]
- 2019 Skandal um das Programm: Im Jahr 2019 geriet das Programm erneut in die Schlagzeilen, als bekannt wurde, dass mehrere Einzelpersonen, die im Zusammenhang mit wirtschaftlichen Straftaten gesucht wurden, die Staatsbürgerschaft durch Investition erhalten hatten. Dies führte zu weiteren Reformen und einer strengeren Überwachung des Programms.[4]

## Vorteile der Staatsbürgerschaft
Die Staatsbürgerschaft von St. Kitts und Nevis bietet mehrere Vorteile:
- Visafreies oder visumfreies Reisen in über 150 Länder, einschließlich des Schengen-Raums, Großbritannien und Hongkong.[5]
- Steuerliche Vorteile, da St. Kitts und Nevis keine Einkommens-, Vermögens- oder Erbschaftssteuern erhebt.
- Lebenslang gültige Staatsbürgerschaft, die auch an zukünftige Generationen weitergegeben werden kann.

## Kritik und Kontroversen
Das “Citizenship by Investment”-Programm steht in der Kritik, da es als Möglichkeit angesehen wird, dass wohlhabende Einzelpersonen die Staatsbürgerschaft kaufen können, ohne eine echte Bindung zu dem Land aufzubauen. Zudem gibt es Bedenken hinsichtlich der potenziellen Nutzung für illegale Aktivitäten wie Geldwäsche. Die Regierung von St. Kitts und Nevis betont jedoch die strengen “Due-Diligence”-Maßnahmen, die zum Schutz des Programms implementiert wurden.
Insbesondere der Agentur Henley & Partners, zuständig für Vermittlung und Vorprüfung, werden korrupte Praktiken vorgeworfen.